# Podapolipoides ramsayi
Podapolipoides ramsayi är en spindeldjursart som beskrevs av Robert W. Husband 1990. Podapolipoides ramsayi ingår i släktet Podapolipoides och familjen Podapolipidae. Inga underarter finns listade i Catalogue of Life.